# Подосся (Дновський район)
Подосся (рос. Подосье) — присілок в Дновському районі Псковської області Російської Федерації.
Населення становить 1 особу. Входить до складу муніципального утворення Муніципальне утворення Дно.

## Історія
Від 2015 року входить до складу муніципального утворення Муніципальне утворення Дно.

## Населення
| 2001 | 2002 | 2010 |
| ---- | ---- | ---- |
| 5    | →5   | ↘1   |